# Unterkirnach
Unterkirnach est une commune de Bade-Wurtemberg (Allemagne), située dans l'arrondissement de Forêt-Noire-Baar, dans le district de Fribourg-en-Brisgau.
Son nom est d'origine germanique et signifie « moulin du dessous ». Unter veut dire « en dessous » et Kürne signifie « moulin » en moyen haut-allemand (vers 1050–1350), lui-même dérivé de Quirn en vieux haut-allemand (autour de 500–1050) et de kwirn-u-c en proto-germanique.